# Ryan McBride (Fußballspieler)
Ryan McBride (* 15. Dezember 1989 in Derry; † 19. März 2017 ebenda) war ein nordirischer Fußballspieler.

## Sportlicher Werdegang
McBride begann mit dem Fußballspielen bei den Brandywell Harps, ehe er sich 2007 dem Institute FC in der zweitklassigen NIFL Championship anschloss. 2010 wechselte er zu Derry City in seiner Geburtsstadt, wo er zunächst in Nachwuchs- und Reservemannschaft auflief. Als der seinerzeitige Zweitligist am Ende des Jahres den Aufstieg aus der zweitklassigen First Division schaffte, war McBride ohne Spieleinsatz geblieben. Unter Trainer Stephen Kenny rückte er im folgenden Jahr in die Wettkampfmannschaft auf und etablierte sich nach seinem Debüt in der Premier Division im Lauf des Jahres in der Stammformation. So kam er auch im September des Jahres im Endspiel um den irischen Ligapokal gegen Cork City zum Einsatz und gewann durch einen Treffer seines Mannschaftskameraden Éamon Zayed durch einen 1:0-Erfolg seinen ersten Titel. In der folgenden Spielzeit lief er in 23 von 30 Saisonspielen auf und stand dabei nahezu regelmäßig in der Startelf. Zudem erreichte er mit der Mannschaft im Mai das Finale um den Setanta Sports Cup; einen Sieg im supranationalen Wettbewerb verpasste er jedoch im Elfmeterschießen gegen den Crusaders FC. Im Herbst war der Klub im Endspiel um den FAI Cup erfolgreicher, wobei er als Einwechselspieler in der Verlängerung zum 3:2-Erfolg gegen den Hauptstadtklub St Patrick’s Athletic beitrug. In der Folge sammelte er in der Qualifikation zur UEFA Europa League 2013/14 seine erste Erfahrung im Europapokal; mit dem Verein schied er jedoch in der zweiten Runde gegen den türkischen Klub Trabzonspor frühzeitig aus.
In den folgenden Jahren rückte McBride, der zum unumstrittenen Stammspieler in der Defensive seines Klubs avancierte, zum Mannschaftskapitän auf. Nach mehreren Platzierungen im Tabellenmittelfeld kehrte die Mannschaft in der Spielzeit 2016 unter Trainer Kenny Shiels wieder in den vorderen Tabellenbereich zurück und erreichte am Ende der Saison als Tabellendritte die erste Qualifikationsrunde für die UEFA Europa League 2017/18. In die folgende Spielzeit war der Klub mit vier Siegen aus den ersten vier Spielen hoffnungsvoll gestartet; dabei zählte McBride in zwei der letzten drei Ligaspiele zu den Torschützen.
Am Tag nach einem 4:0-Erfolg über Drogheda United wurde er tot in seiner Wohnung gefunden. Für das am folgenden Wochenende anstehende Qualifikationsspiel der irischen Nationalmannschaft für die WM-Endrunde 2018 gegen Wales kündigte John Delaney, CEO des irischen Fußballverbandes, ein Gedenken an. Zudem wurde das nächste anstehende Ligaspiel gegen den Limerick FC ebenso wie die Spieltermine für die erste Runde im League of Ireland Cup 2017 verschoben, die im Wesentlichen für die erste Aprilwoche angesetzt wurden.
Seit September 2018 trägt das Stadion von Derry City den Namen Ryan McBride Brandywell Stadium.